# Capella de casa Rossell
La capella de casa Rossell és un petit edifici religiós d'estil barroc situat enfront de la casa Rossell, a la qual pertany, en la parròquia d'Ordino, al Principat d'Andorra. Classificada com a monument, fou construïda cap a finals del segle xviii i fou restaurada a principis del XXI, entre els anys 2001 i 2002. El juliol de 2003 va ser declarada Bé d'interès cultural, el 2013 i 2014, rehabilitat i condicionat tot el seu exterior i, el 2015, oberta puntualment al públic en general.

## Descripció
És una petita església barroca amb una única nau de planta rectangular, que fou construïda l'estiu de l'any 1780 i consagrada el setembre del mateix any. A l'interior, es troba un cor que té accés directe a la casa pairal per un passadís cobert, de fusta i segurament l'original, als peus d'un altar dedicat a la nostra Senyora de la Puríssima Concepció.

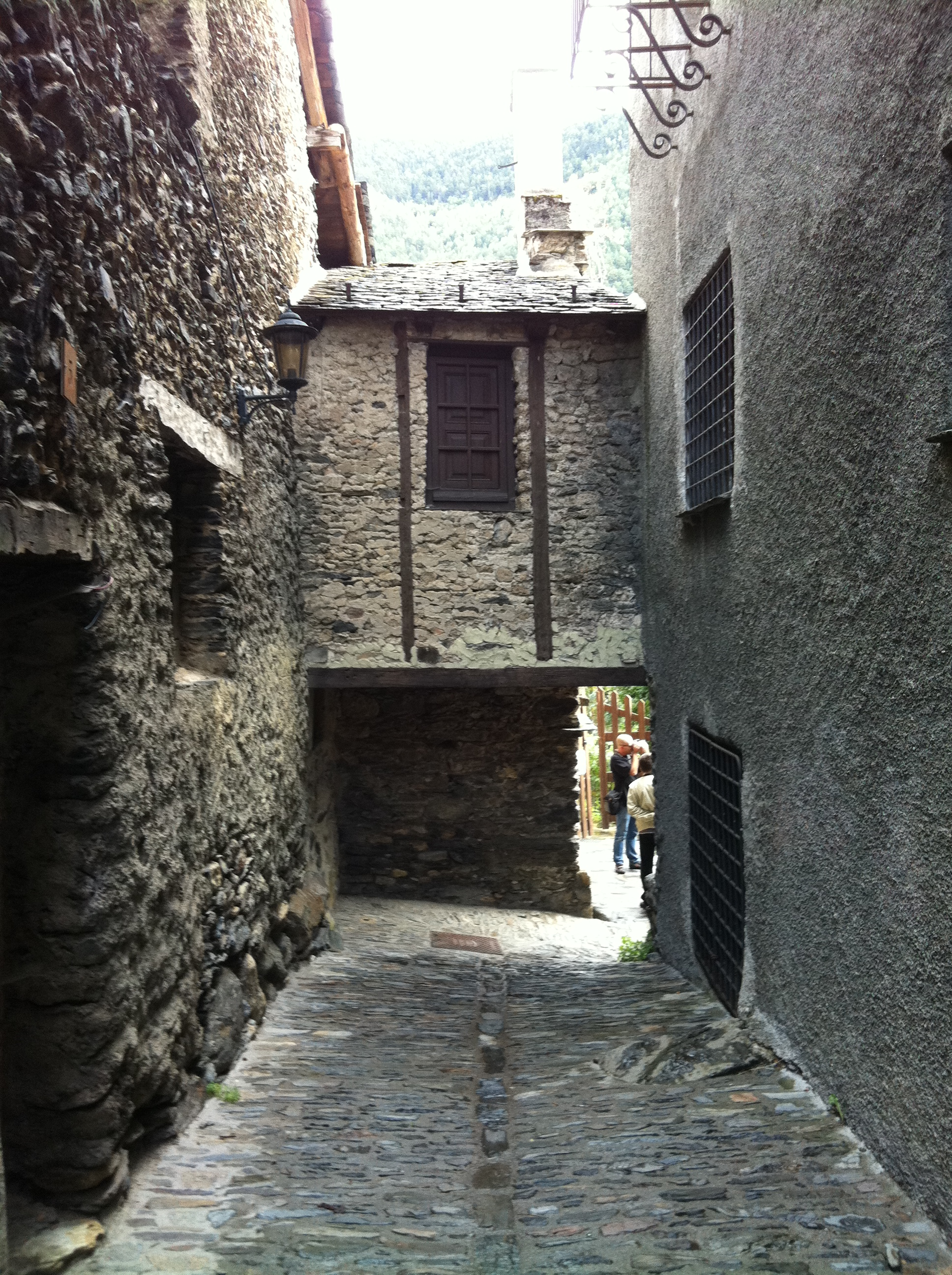
Passadís cobert de la casa a la capella

L'estructura original ha estat molt alterada; hi han documentades obres de reforma i millora en moments no determinats entre els anys 1890 i el 1930. La façana principal està orientada enfront del portal d'entrada de la casa, al sud-oest, i s'hi troben la porta d'entrada principal a la capella, l'obertura d'una fornícula per sobre d'aquesta i un òcul. La paret es troba a pedra vista i presenta diverses franges decoratives fetes amb fileres de pissarra que sobresurten. A la façana sud-est, arrebossada, es troben dues finestres, una de circular i una altra de quadrada. Presenta també un petit campanar d'espadanya amb un sòl ull, posterior a 1890.